# Dietenholz
Dietenholz (im 18. Jahrhundert umgangssprachlich „Dörrenholz“ genannt) ist ein Gemeindeteil des Marktes Dietenhofen im Landkreis Ansbach (Mittelfranken, Bayern). Dietenholz liegt in der Gemarkung Neudorf.

## Geografie
Nördlich des Weilers im Hardter Forst entspringt der Schlauersbach, der ein linker Zufluss der Bibert ist. 0,25 km westlich des Ortes liegt das Waldgebiet Wirtsgarten, 0,5 km östlich liegt das Eichholz. Eine Gemeindeverbindungsstraße führt zur Staatsstraße 2245 bei Neudorf (0,9 km südlich) bzw. zur Kreisstraße AN 11/NEA 18 (0,7 km westlich) zwischen Neudorf (0,9 km südlich) und Hirschneuses (1,5 km nördlich).

## Geschichte
Spätestens im frühen 14. Jahrhundert wurde der Hof gegründet. 1333 wurde dieser als „Dientholz“ erstmals urkundlich erwähnt. Das Bestimmungswort des Ortsnamens ist der Personenname Deoto bzw. Dieto, der als Gründer der Siedlung angesehen werden kann. Das Kloster Heilsbronn erwarb dort etwas später zwei Anwesen. Erst in der zweiten Hälfte des 17. Jahrhunderts wurde die Einöde zu einem aus mehreren Höfen bestehenden Weiler.
Gegen Ende des 18. Jahrhunderts gab es in Dietenholz 5 Anwesen (2 Halbhöfe, 1 Gut, 2 Gütlein). Das Hochgericht übte das brandenburg-bayreuthische Stadtvogteiamt Markt Erlbach aus. Die Dorf- und Gemeindeherrschaft und die Grundherrschaft über die Anwesen hatte das Kastenamt Neuhof. Von 1797 bis 1810 unterstand der Ort dem Justizamt Markt Erlbach und Kammeramt Neuhof.
Im Jahre 1810 kam Dietenholz zum Königreich Bayern. Im Rahmen des Gemeindeedikts wurde es dem 1811 gebildeten Steuerdistrikt Hirschneuses und der 1813 gebildeten Ruralgemeinde Hirschneuses zugeordnet. Mit dem Zweiten Gemeindeedikt (1818) erfolgte die Umgemeindung in die neu gebildete Ruralgemeinde Neudorf. Am 1. Januar 1972 wurde diese im Zuge der Gebietsreform in den Markt Dietenhofen eingegliedert.

## Einwohnerentwicklung
| Jahr      | 001818 | 001840 | 001861 | 001871 | 001885 | 001900 | 001925 | 001950 | 001961 | 001970 | 001987 | 002005 | 002013 |
| Einwohner | 32     | 41     | 42     | 45     | 30     | 27     | 29     | 22     | 22     | 27     | 27     | 34     | 29     |
| Häuser    | 6      | 7      |        |        | 7      | 7      | 4      | 5      | 4      |        | 5      |        |        |
| Quelle    | [ 12 ] | [ 13 ] | [ 14 ] | [ 15 ] | [ 16 ] | [ 17 ] | [ 18 ] | [ 19 ] | [ 20 ] | [ 21 ] | [ 22 ] | [ 23 ] | [ 1 ]  |

## Religion
Der Ort ist seit der Reformation evangelisch-lutherisch geprägt und nach St. Andreas (Dietenhofen) gepfarrt. Die Einwohner römisch-katholischer Konfession sind nach St. Michael (Wilhermsdorf) gepfarrt.